# Postgeschichte und Briefmarken von Frankreich
Die Postgeschichte Frankreichs geht bereits auf das Frühmittelalter zurück. Sie ist stark durch die abwechslungsreiche Geschichte des Landes geprägt. Unter Philatelisten ist vor allem die Pariser Ballonpost, die einen entscheidenden Punkt in der Geschichte der Flugpost bildet, berühmt. Heute wird mit den französischen Briefmarken vor allem die Marianne in Verbindung gebracht, die die Dauermarken Frankreichs seit 1945 ohne Unterbrechung ziert.

## Entwicklung bis zur Französischen Revolution

### Vorläufer eines französischen Postwesens
Vorläufer von Postwesen auf französischem Boden finden sich bereits zur Zeit des Römischen Reiches. Das von Kaiser Augustus eingerichtete staatliche Beförderungssystem für Nachrichten, Güter und Personen, der cursus publicus, operierte auch in Gallien. Im Allgemeinen wird der Beginn der französischen Postgeschichte mit der Teilung des Frankenreichs und der Entstehung eines eigenen Staates Frankreich 843 gesehen. Zu der damaligen Zeit gab es jedoch nur mehr oder weniger regelmäßig operierende Botendienste, die großteils von Adelshäusern unterhalten wurden und, vor allem im Krieg, Nachrichten überbrachten.
Diese Boten waren anfangs noch meist unberitten unterwegs. Erst um 1101 gab es Aufzeichnungen über den ersten berittenen Boten im königlichen Dienste Roberts II. 1261 werden bereits 16 berittene Boten im Dienste des Königs Ludwig VIII. genannt. Auch zur Zeit des Hundertjährigen Krieges wurden häufig Boten zur Nachrichtenüberbringung eingesetzt. Philipp VI. standen 1350 bereits 13 unberittene und 6 berittene Boten zur Verfügung. Diese Anzahl wurde im Verlaufe des Krieges stetig vergrößert. Unter Karl V. zählte man zwar nur noch 8 unberittene Boten, dafür gab es bereits 36 Boten zu Pferd.

### Anfänge des organisierten königlichen Postwesens
Die Errichtung eines organisierten französischen Postwesens fand erst kurz nach der erfolgreichen Beendigung des Hundertjährigen Krieges statt. Die bislang unterhaltenen Botendienste wurden langsam durch ein landesweit operierendes Postsystem abgelöst. Bereits kurz nach der Besteigung des französischen Thrones richtete König Ludwig XI. am 19. Juni 1461 eine Post für den französischen Hof ein. Die Verwendung war noch ausschließlich dem König und den Angehörigen seines Hofes vorbehalten. Am 9. Juni 1464 erließ der König eine einheitliche Regelung für das Postsystem. Insgesamt besorgten 234 berittene Boten den Postdienst auf vorher festgelegten Routen zwischen den wichtigsten Orten im ganzen Königreich.
Unter dem Nachfolger Ludwig XI., König Karl VIII., wurde 1490 Mitglieder der italienischen Kurierfamilie Tasso, wie auch innerhalb des Heiligen Römischen Reichs Deutscher Nation, mit der Beförderung der königlichen Kurierpost sowie dem Ausbau eines landesweiten operierenden Postsystems beauftragt. Die Verwendung dieses Postsystems blieb weiterhin hohen Adeligen sowie dem König selbst vorbehalten und wurde in den folgenden Jahrzehnten stetig erweitert und ausgedehnt. Unter König Karl IX. wurde ab 1576 erstmals eine Steuer für die Beförderung von Nachrichten unter Verwendung des königlichen Postwesens erhoben. Ab 1603 erfolgte unter dem neu ernannten Generalpostmeister Fouquet de la Varane schließlich die allmähliche Freigabe des königlichen Postwesens für die Öffentlichkeit.

### Ausbau und Einführung von Posttarifen
Sein Nachfolger, Generalpostmeister Pierre d’Almeras, bemühte sich um den Ausbau und die einheitliche Regelung dieses Postsystems. Am 16. Oktober 1627 führte er die ersten einheitlichen Posttarife ein, die jeder Benutzer zu entrichten hatte, der nicht Angehöriger des Königs war. Je nach der Entfernung zwischen dem Absender und dem Zielort wurden verschiedene Gebühren für die Beförderung der Briefe erhoben. So kostete beispielsweise die Briefbeförderung von Paris nach Dijon oder Mâcon 2 Sous, von Paris nach Lyon, Bordeaux oder Toulouse 3 Sous. Eine Neuregelung und Anpassung an das erweiterte Postsystem erfolgte im April 1644. Die Portostufe zu 2 Sous wurde gänzlich aufgehoben, dafür wurden jedoch bereits 41 Städte mit dem Posttarif zwischen 3 und 5 Sous von Paris gelistet. Bereits einen Monat später, im Mai 1644, wurden die ersten Raten für England mit 10 Sous von Paris bekannt gegeben.
Unter dem Sonnenkönig Ludwig XIV. wurde eine weitgehende Modernisierung und Reform des Postwesens durchgeführt. Im Zusammenhang mit dieser Reform richtete König Ludwig XIV. eine Pariser Stadtpost ein, die von Jean-Jacques Renouard gepachtet und unterhalten wurde. Für die Stadtpost galt ein Beförderungsporto von einem Sou. Die Zustellung der Briefe erfolgte innerhalb eines Tages. Jean-Jacques Renouard ließ hierfür eigens Briefkästen aufstellen und begann mit dem Verkauf streifbandähnlicher Papiere, die man an dem zu versendenden Brief befestigen sollte. Diese Billets de port payé erschienen erstmals am 8. August 1653 und gelten heute als die ersten Vorläufer der Briefmarke.
Obwohl die Pariser Stadtpost bald aus wirtschaftlichen Gründen wieder eingestellt werden musste, wurden neue Reformen durchgeführt. 1673 wurde eine einheitliche Regelung der Posttarife beschlossen. Diese sollten ausschließlich vom Zielort und dem Ort des Absenders abhängig sein. Man richtete vier verschiedene Entfernungszonen ein. Briefe innerhalb 25 Postleugen (lieue de poste) entsprachen 2 Sous, von 25 bis 60 Postleugen 3 Sous, von 60 bis 80 Postleugen 4 Sous sowie darüber hinaus 5 Sous. Eine Postleuge entspricht in etwa 3,898 km. Seit 1676 wurden auch erstmals Briefumschläge mit dem Aufschlag von einem Sou befördert. Dieser Aufschlag war, im Vergleich zu anderen Ländern, relativ günstig.

### Entwicklung bis zur Französischen Revolution
Das unter Ludwig XIV. eingeführte Tarifsystem wurde weiterhin in seiner Grundstruktur erhalten. In der folgenden Zeit wurden nur die Tarife selbst geändert. Zeitweise gab es auch festgelegte Portostufen innerhalb eines Départements. Bis 1789 wurde das gesamte Land postalisch besser erschlossen und mit den Postwesen der Nachbarländer verbunden.
Neben der Eröffnung neuer Postämter wurden im 18. Jahrhundert auch immer häufiger Poststempel auf der Briefpost verwendet. Die meisten Absenderstempel sind Langstempel und tragen vor dem Ortsnamen ein de (von). Des Weiteren kam es häufig zur Verwendung von Stempeln mit der Inschrift Port Payé (bezahltes Porto) und Déboursé (ausgelegtes Geld), falls der Empfänger die Annahme des Briefes verweigerte oder nicht auffindbar war.

## Französische Revolution, Republik und Kaiserreich

### Veränderungen im Postwesen durch die Revolution
Vor allem zu Beginn der Französischen Revolution kam es regelmäßig zu größeren Verzögerungen und lokalen Stilllegungen des französischen Postwesens. Neben den Aufständen, die die Postbeförderung erschwerten, wurden auch einige Verantwortliche der französischen Post im Zuge der Revolution hingerichtet. 1792 wurde auf Grund dessen eine erste größere Erhöhung der Postgebühren auf 5 bis 15 und innerhalb eines Departements auf 4 Sous durchgeführt. Bereits drei Jahre später, 1795, wurden alle Postgebühren um einen weiteren Sou auf 6 bis 18 und innerhalb eines Departements auf 5 Sous erhöht. Weitere Tariferhöhen erfolgten in den nächsten beiden Jahren. Erst gegen Ende der Revolution wurden die Portogebühren wieder weitgehend auf das frühere Preisniveau gesenkt.
Diese neuen Postgebühren waren nur kurze Zeit in Gebrauch, da man sie 1800 durch eine umfassende Reform komplett neu regelte und an das neu eingeführte metrische System anpasste. Der Standardversand eines Briefes bis zu sieben Gramm innerhalb 100 Kilometer kostete zwei Décimes. Dieses neue System blieb bis zum Wiener Kongress 1815 erhalten. Des Weiteren finden sich in diesem Zeitraum die ersten französischen Poststempel mit Datumsangabe.

### Napoleonische Kriege und Wiener Kongress
Die napoleonischen Kriege führten zu zahlreichen Gebietserweiterungen Frankreichs. Dieses neue französische Land wurde schnell mit dem eigenen Postsystem verbunden. An alle Regionen wurden im Zuge dieser Gebietsvergrößerung zur leichteren Verwaltung eigene Departement-Nummern vergeben. Die Nummern der neuen Regionen lagen meist zwischen 84 und 129 und waren auch als Bezeichnung im Postverkehr im Gebrauch. Neben diesen französischen Gebieten übernahm Frankreich auch kürzere Zeit das Postwesen in besetzten Gebieten oder in solchen Staaten, die auf Druck und Betreiben Frankreichs errichtet wurden. In der Helvetischen Republik wurde beispielsweise das gesamte schweizerische Postwesen von Frankreich übernommen. Während der napoleonischen Kriege wurde außerdem eine gut operierende französische Feldpost eingerichtet. Zahlreiche Vermerke auf erhalten gebliebenen Briefen zeugen noch heute von der gut organisierten Weiterleitung.
Die erste Bahnpost in Frankreich wurde am 16. Juli 1846 auf der Strecke Paris–Rouen aufgenommen.
Mit dem Wiener Kongress wurden die ursprünglichen Grenzen Frankreichs wiederhergestellt. Dadurch war die französische Post wieder alleinig auf das alte Staatsgebiet begrenzt. Das französische Postwesen blieb in der Zeit vor der Februarrevolution 1848 weitgehend von neuen Reformen verschont, mit der Ausnahme kleinerer Zonenänderungen 1828. In dieser Zeit standen allerdings bereits die ersten Feldposten im Zuge des Erwerbs der ersten Kolonien in Afrika in Verwendung. Nach der Februarrevolution 1848 und der Errichtung der Zweiten Republik sah man sich jedoch umfassenden Änderungen gegenüber.

### Die ersten französischen Briefmarken

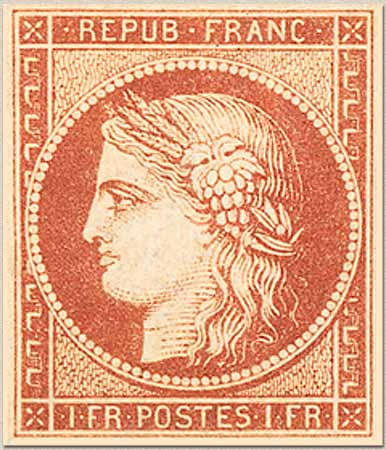
Un franc vermillon

Bereits kurz nach Errichtung der Zweiten Republik in Frankreich unter Staatspräsident Louis Napoléon Bonaparte entschloss man sich zur Ausgabe eigener französischer Briefmarken nach britischem Vorbild. Bereits am 1. Januar 1849 erschienen die ersten beiden Freimarken zu 20 Centimes und 1 Franc an den französischen Postämtern. Der Wert zu 20 Centimes, auch vingt centimes noir, war zum Frankieren eines Standardbriefes, der Wert zu 1 Franc, auch Un franc vermillon, für größere Portostufen gedacht. Die beiden Freimarken waren Teil der französischen Freimarkenausgabe Cérès, deren weitere Werte in den Folgejahren erschienen. Die insgesamt sechs Werte zeigen allesamt das einfarbige Bild der Cérès. Diese ist von der Wertangabe und der Inschrift REPUB. FRANC. umgeben. Die ungezähnten Briefmarken wurden in der Pariser Münze im Buchdruck auf leicht getöntem Briefmarkenpapier hergestellt.
Gemeinsam mit den neuen Freimarken erfolgte auch die Verwendung neuer, einheitlicher Poststempel der französischen Postämter. Diese gaben allerdings weder einen Ortsnamen noch ein Datum preis. Die meist gitterähnlichen Abdrücke der Poststempel sollten ein erneutes Verwenden bereits gebrauchter Briefmarken so gut wie möglich verhindern. In Verbindung mit den Cérès-Marken waren sie allerdings nur kurz in Verwendung, da diese bald Marken mit dem Bildnis des Präsidenten wichen. Diese zeigen weiterhin dieselbe Rahmen-Zeichnung und Inschrift wie die Cérès. Nach der Wiedererrichtung des Kaiserreichs änderte sich diese jedoch in EMPIRE FRANC.

## Kaiserreich und Deutsch-Französischer Krieg

### Neue Briefmarken

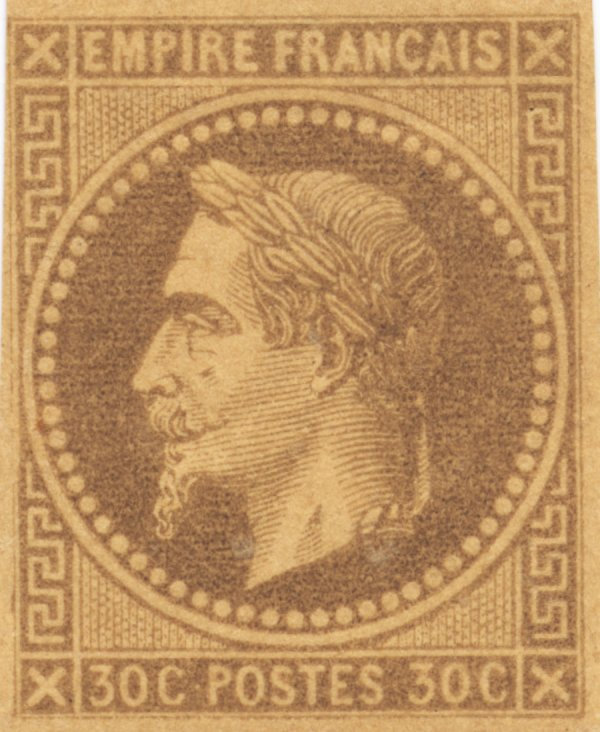
Napoleon III., Kolonialmarke

In den Jahren bis zum Deutsch-Französischen Krieg erschien ausnahmslos der neue französische Kaiser auf Frankreichs Freimarken. Inschrift und Zeichnung wurden allerdings teilweise geändert. Ab 1863 fanden nur noch Freimarken Verwendung, die die Landesbezeichnung EMPIRE FRANCAIS in voller Länge und nicht, wie bis dahin üblich, abgekürzt aufführten. Hierbei handelte es sich außerdem um die ersten gezähnten Freimarken Frankreichs. Die ebenfalls ab 1859 ausgegebenen Portomarken zeigten, im Gegensatz zu den Freimarken, nur eine Ziffernzeichnung. Auch die ab 1. Januar 1868 ausgegebenen Telegrafenmarken Frankreichs zeigten nicht den Kaiser selbst, sondern das kaiserliche Wappen als Hauptmotiv, einen Adler.
Zur Zeit des Kaiserreichs wurden außerdem die ersten Freimarken in Frankreichs Kolonien ausgegeben. Ab 1859 erschien dort eine Freimarkenserie, die wie die Telegrafenmarken einen Adler zeigt und auch in der Gesamtgestaltung große Unterschiede zu den französischen Freimarken aufweist. Diese Serie wurde allerdings gegen Ende des Kaiserreichs durch Napoleon III. wieder verdrängt. Die neue Freimarkenausgabe unterschied sich nur noch geringfügig von der französischen Variante. Gab die Inschrift der ersten Serie COLONIES DE L’EMPIRE FRANCAIS noch einen Hinweis, dass diese Freimarken für die französischen Kolonien bestimmt waren, entfiel dieser bei Napoleon III. ganz und wurde durch ein schlichtes EMPIRE FRANCAIS ersetzt. Vor der Einführung der Kolonialmarken waren bereits in mehreren Ländern die Marken des Mutterlandes in Gebrauch und wurden 1859 durch die einheitlichen Kolonialmarken ersetzt.

### Kaiserliche Feldpost

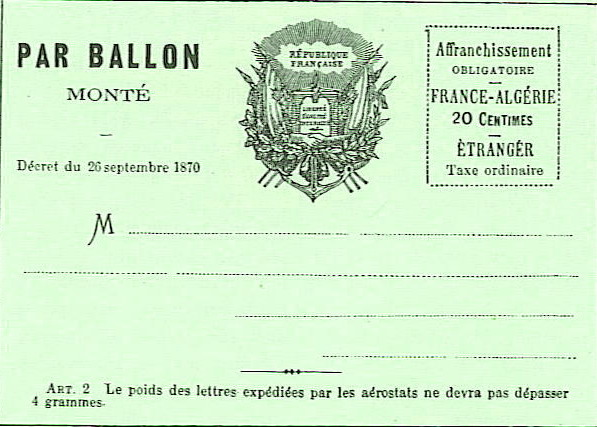
Adressseite eines Ballonbriefes mit der Inschrift Par ballon monté

Neben den neuen Freimarken und Briefmarkenarten Frankreichs gab es kaum postalische Veränderungen. Das Gebührensystem blieb weitgehend unverändert. Es kam jedoch auf Grund der Beteiligung des Kaiserreichs an mehreren Kriegen zur Einrichtung jeweiliger Feldposten und zu einem Ausbau dieses Systems. Hierzu gehören beispielsweise die Feldpostbeförderungen des Krimkrieges. Hier wurden die beförderten Feldpostbriefe, auch die der verbündeten britischen Armee, mit dem Feldpoststempel Armee d’Orient versehen. Weitere Einsätze der Feldpost fanden sich im Sardinischen Krieg. Die Soldaten waren mit 20-Centimes-Marken ihres Heimatlandes ausgerüstet und gaben ihre damit frankierten Soldatenbriefe sowohl bei der französischen Feldpost auf als auch bei gewöhnlichen sardinischen Zivilpostämtern.
Die berühmteste französische Nachrichtenübertragung während des Krieges war jedoch die Ballonpost im Deutsch-Französischen Krieg 1870 und 1871. Die Verbindung zwischen Paris und dem unbesetzten Frankreich konnte nur durch ein geschicktes Zusammenspiel zwischen Ballonpost und Brieftauben aufrechterhalten werden. Man gab den Ballonen aus Paris neben 2.500.000 Briefen und Postkarten insgesamt 363 Brieftauben mit, damit diese später mit Antworten oder anderen Nachrichten zurückkehren konnten. In Metz wurden ebenfalls während des Deutsch-Französischen Krieges ähnliche Versuche unternommen, mit Ballonen Verbündeten Nachrichten zukommen zu lassen. Die Metzer Ballonpost erlangte allerdings nicht das Ausmaß und die Berühmtheit der Pariser Ballonpost.

## Dritte Republik und der Zweite Weltkrieg

### Vor dem Ersten Weltkrieg
Noch vor der Kapitulation Paris’ am 28. Januar 1871 wurde bereits 1870 in Bordeaux eine provisorische Regierung der neu ausgerufenen Dritten Republik gebildet. Bereits am 11. Oktober 1870 wurden die ersten Briefmarken der neuen Republik ausgegeben. Man wählte als Motiv wiederum Cérès und gestaltete die neuen französischen Freimarken nach Vorbild der Cérès-Marken der Zweiten Republik mit Inschrift REPUB. FRANC. Dieses Mal wurden die Briefmarken allerdings gezähnt ausgegeben. Während des Krieges wurde die Briefmarkenherstellung nach Bordeaux verlegt. Erst nach dem Abzug der preußischen Truppen aus Paris wurden die Freimarken wieder in der Pariser Münze gedruckt. Auch die französischen Kolonialmarken wechselten wieder zum alten Motiv Cérès.
In den Jahren nach dem Krieg nahm die französische Post rasch wieder ihren gewohnten Dienst auf. Das bisherige Post- und Tarifsystem des Kaiserreichs blieb erhalten. Bei der Gründung des Weltpostvereins 1874 war die französische Post eine der ersten teilnehmenden Staaten (Beitritt am 1. Januar 1876). Im Januar 1873 wurde in Frankreich die Postkarte eingeführt. Das Standardporto hierfür wurde mit 15 Centimes festgelegt. Im März 1892 wurden die ersten Expressbeförderungen zu einem Preis von 50 Centimes durchgeführt. Diese Neuheiten und Tarife wurden ohne Veränderung bis zum Beginn des Ersten Weltkrieges beibehalten.

### Erster Weltkrieg und Zwischenkriegszeit
Gleich zu Beginn des Ersten Weltkrieges besetzte das Deutsche Reich einige französische Gebiete im Norden und Nordosten des Landes. Hier kam es zur Ausgabe einiger Deutscher Besatzungsausgaben. Ab 1. Dezember 1916 wurden diese gemeinsam mit belgischen Gebieten als „Etappengebiet West“ zusammengefasst und mit einer einheitlichen Besatzungsausgabe versorgt. Bei dieser Ausgabe handelte es sich um die deutsche Germania-Ausgabe mit französischem Wertaufdruck. Neben deutschen Besatzungsausgaben im eigenen Land wurden im Laufe des Ersten Weltkrieges auch eigene Briefmarken der französischen Armee ausgegeben. Hierzu gehören beispielsweise die Ausgaben der Mittelmeerinseln Castellorizo und Ruad. Im Gegensatz zu den anderen Großmächten des Weltkriegs wurden auf Grund der fehlenden Erfolge nur wenige Besatzungspostdienste eingerichtet. Im unbesetzten Lande selbst operierte das französische Postwesen weitgehend ungestört.

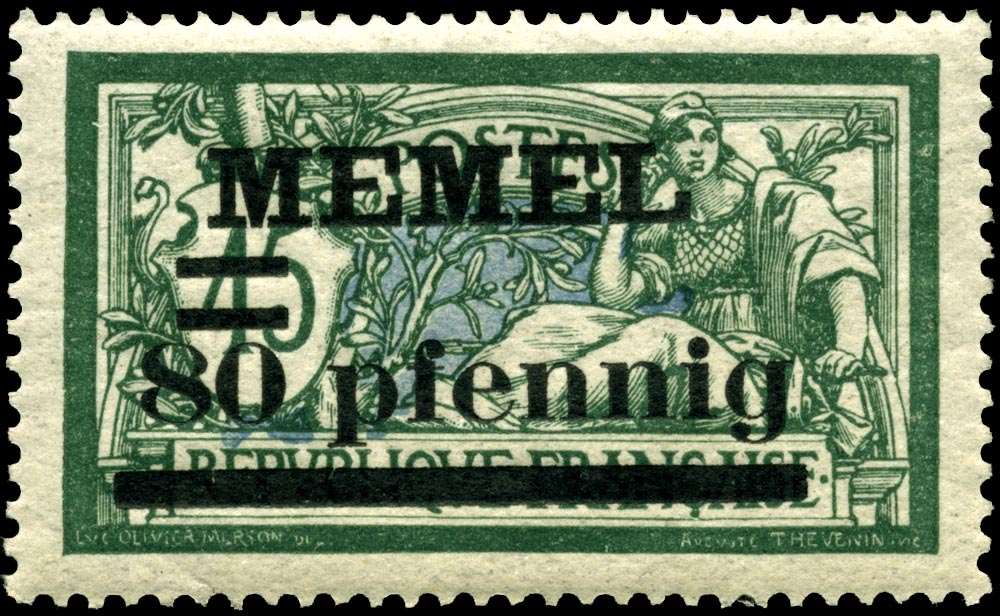
Französische Marke mit Aufdruck MEMEL und Wertangabe in Pfennig

Frankreich trat aus dem Ersten Weltkrieg als Siegermacht hervor und konnte sein Postwesen wieder im ganzen Land betreiben. Hinzu kam der Gewinn des vormals deutschen Gebietes Elsass-Lothringen. Auf Grund des Vertrags von Versailles wurde Frankreich kurze Zeit Schutzmacht einiger Länder. So wurden beispielsweise im deutschen Memelland beziehungsweise Memelgebiet 1920 bis 1923 Briefmarken der französischen Mandats-Verwaltung ausgegeben.
Das französische Posttarifsystem wurde bis zu Beginn des Zweiten Weltkriegs auf Grund einer kleinen, aber fortschreitenden Inflation in den 1920er-Jahren mehrmals erhöht. Bis zum Ausbruch des Kriegs hatte sich die Gebühr für einen Standardbrief schließlich vervierfacht.
Ebenfalls in den 1920er-Jahren wurde die französische Flugpost errichtet. Die ersten Flüge fanden bereits im November 1919 zwischen London und Paris statt. Die französischen Flugpostgebühren betrugen drei Franc. Vor allem als Verbindung zu den Kolonien wurde diese Neuheit genutzt. Unter den Piloten der französischen Luftpost war unter anderem Antoine de Saint-Exupéry.

### Deutsche Besatzung und État français
Während des Zweiten Weltkrieges wurde Frankreich in einen deutsch besetzten Teil im Norden und den État français im Süden aufgeteilt, der die Dritte Republik ablöste und mit dem Deutschen Reich kollaborierte. Elsass-Lothringen wurde vollständig an das Deutsche Reich angeschlossen. Der Krieg in Frankreich hatte schwere Folgen für das französische Postsystem. Es kam zu zahlreichen Einschränkungen und zeitweiligen Einstellungen. Im besetzten Teil erschienen bald mehrere lokal verwendete deutsche Besatzungsausgaben. Ab 1940 verwendete das Vichy-Regime die ersten eigenen Freimarken. Diese zeigten meist das neue Staatsoberhaupt Henri Philippe Pétain. Von 1941 bis 1942 konnte noch zeitweise eine Flugpostverbindung vom État français aufrechterhalten werden.
Nach der Befreiung Frankreichs 1944 und 1945 wurden in zahlreichen Orten die kursierenden Freimarken mit RF (République française) oder ähnlichem, wie dem Lothringer Kreuz, überdruckt. Im Oktober 1944 wurden die ersten französischen Freimarken des befreiten Frankreichs ausgegeben. Diese wurden in Washington, D.C. hergestellt und von den Alliierten überbracht. Außerdem wurden auch bald die Ausgaben des Nationalen Befreiungskomitees Algier in Frankreich verkauft, die eigentlich nur für die Verwendung in den französischen Kolonien gedacht waren. Als Motive wurden der Triumphbogen in Paris, der gallische Hahn und der Kopf der Marianne gewählt.

## Vierte und Fünfte Republik

### Entwicklung bis heute

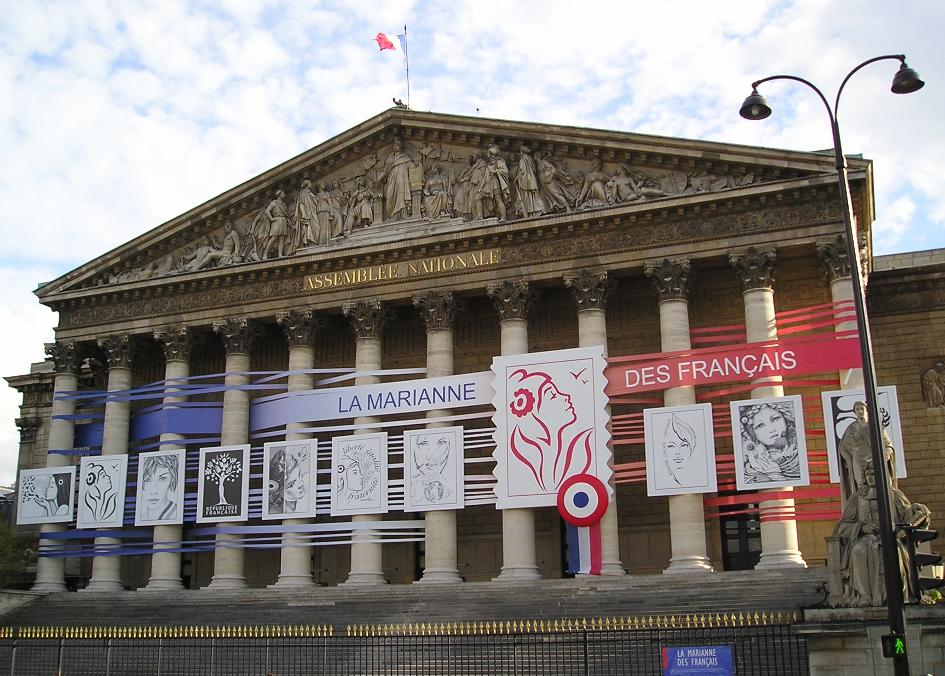
Die Siegerin der derzeitigen Marianne-Ausgabe wird am Palais Bourbon präsentiert

Nach dem Ende des Zweiten Weltkriegs konnte die französische Post schnell wieder die Postverbindungen im ganzen Land herstellen. Die Inflation der Vierten Republik wirkte sich auch bald auf die französischen Posttarife aus. Entsprechend wurde zum 1. Januar 1960 auf den neuen Franc umgestellt. Der Indochinakrieg und Algerienkrieg bedeutete schließlich das Ende der französischen Kolonien und der Vierten Republik. Heute sind die französischen Briefmarkenausgaben vor allem durch die Marianne-Dauermarken geprägt, die seit Ende des Zweiten Weltkriegs in verschiedenen Zeichnungen verausgabt werden. Ab 1. Januar 1999 erfolgte sukzessive die Umstellung auf die Doppelwährung und schließlich zum 1. Januar 2002 komplett auf den Euro.